# بحث در آثار و افکار و احوال حافظ
بح‍ث‌ در آث‍ار و اف‍ک‍ار و اح‍وال‌ ح‍اف‍ظ کتابی از قاسم غنی در دو بخش 
- تاریخ عصر حافظ
- تاریخ تصوف در اسلام

راجع به آثار و اندیشه‌های حافظ است. بعضی از ناشرین، از جمله انتشارات زوّار، کتاب را به صورت دو جلدی منتشر کرده‌اند.
در یکی از مطالعات استنادی، این کتاب به‌عنوان پراستنادترین اثر راجع به حافظ شناخته شد.